# Arizona (gruppo musicale britannico)
Arizona è stato un trio inglese composto dai produttori Michael Grey e Jon Pearn e dalla cantante Zeeteah Massiah.
Il gruppo divenne famoso per il brano Slide on the Rhythm che fu primo della classifica Dance Club Songs nel 1993.
Bissarono il successo l'anno successivo con I Specialize in Love che si piazzò al 74º posto della Official Singles Chart.
Il gruppo non va confuso coll'omonima banda di musica rock attiva negli USA dal 2015.